# Frontera entre Itàlia i la Ciutat del Vaticà
La frontera entre Itàlia i la Ciutat del Vaticà és la línia que limita els territoris d'Itàlia i del Vaticà, a Roma. Té una extensió de 3,4 kilòmetres. És la segona frontera internacional terrestre més curta del món entre dos estats, amb prou feines superada per la tanca de Gibraltar.
El territori del Vaticà és definit a l'annex I als pactes del Laterà del 1929. Està al turó del Vaticà, al nord-oest de Roma, enclavament del rione (barri) del Borgo (burg medieval), del qual formà part fins al 1929. El traçat és el dels murs primitius que delimiten la Ciutat del Vaticà i daten parcialment del pontificat del papa Lleó IV (847-855). A l'est, la frontera passa per la façana exterior de les columnates de Bernini englobant la plaça de Sant Pere, on la seguretat en cas d'incident és responsabilitat de la policia italiana.

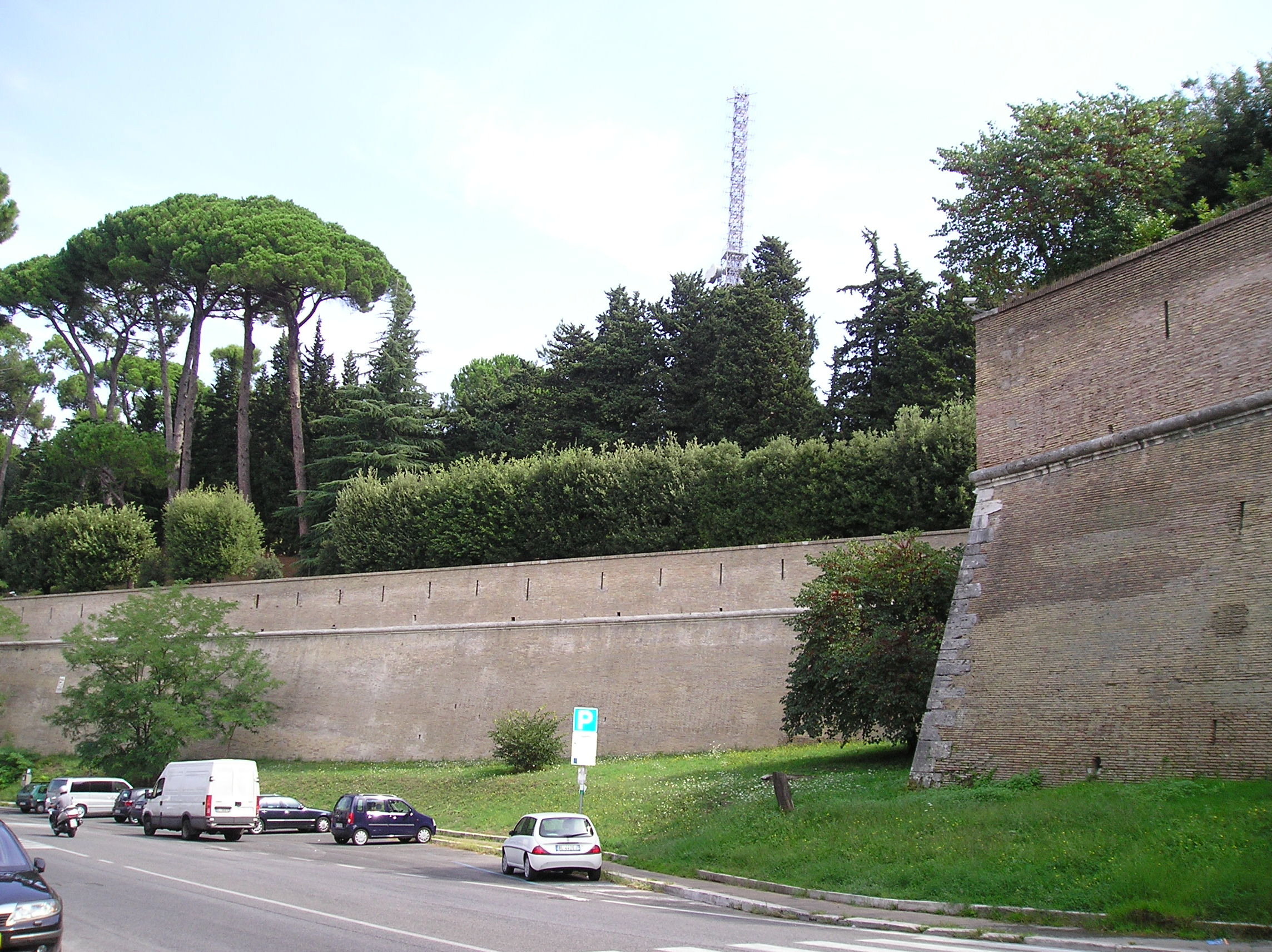
Mur de la frontera Itàlia-Vaticà, vist des del costat italià. Al darrere, els Jardins del Vaticà.

La Basílica de Sant Pere és lliurement accessible per la plaça. La frontera té cinc punts d'accés:
- La porta de bronze, a l'entrada del palau pontifici;
- L'arc de les campanes, davant de la basílica;
- L'entrada de la sala d'audiències, prop del palau del Sant Ofici;
- La porta de Santa Anna, via de Porta Angelica;
- L'entrada dels Museus Vaticans, al viale Vaticano, més al nord.